# Frans Helmerson
Frans Helmerson, född 3 november 1945 i Falköping, är en svensk cellist och sedan 1987 professor i stråkinterpretation vid Musikhögskolan vid Göteborgs universitet. Helmerson började spela cello vid åtta års ålder. Han har studerat i Göteborg, Rom och London och varit elev till Mstislav Rostropovitj. Han är nu professor vid Musikhögskolan i Köln och spelar i Michelangelokvartetten, bildad 2002, tillsammans med Mihaela Martin och Daniel Austrich på violin och Nobuko Imai på viola. Helmerson verkade under åren 1994–2001 som konstnärlig ledare för Musikfestspelen Korsholm. Han är bror till dirigenten och sångpedagogen Solvieg Ågren.

## Priser och utmärkelser
- 1976 – Spelmannen
- 1983 – Ledamot nr 839 av Kungliga Musikaliska Akademien
- 1989 – Litteris et Artibus

## Diskografi
- 1974 – Bach: Svit i C-dur för solovioloncell – Britten: Svit för solovioloncell, op. 72 (BIS)
- 1975 – Bach: Suite No. 3 in C Major – Kodály: Sonata for Solo Cello (BIS)
- 1975 – Sjostakovitj: Pianotrio nr 2 i e-moll – Gabriel Fauré: Pianotrioi d-moll, op. 120 (BIS)
- 1977 – Bach Suite No.2 in D Minor for Solo Cello, BWV 1007 (BIS)
- 1977 – Bach: Suite No. 3 in C Major for Solo Cello – Kodály: Sonata for Solo Cello Op. 8 (HNH Records)
- 1978 – Nine Swedish Musicians (Caprice)
- 1984 – Dvořák: Cello Concerto in B Minor Op.104, Waldesruhe (BIS)
- 1989 – Pärt: Cello Concerto Pro et Contra (BIS)
- 1991 – Britten: Suite No.1 for Solo Cello, Op.72 (BIS)
- 1991 – Sjostakovitj: Piano Trio No. 2 in E Minor (BIS)
- 1992 – The Solitary Cello (verk av Kodály, George Crumb, Hindemith och Aulis Sallinen) (BIS)
- 1992 – Bach: Suites for Solo Cello Nos. 2, 3, and 5 (BIS)
- 1994 – Cello Sonatas (Gabriel Fauré, Sergej Prokofjev, César Franck) (BIS)
- 1996 – Brahms: Piano Quartets Nos. 1 & 3 (Ondine)
- 1997 – Brahms: Konsert för violin, violoncell och orkester, op. 102 (Arte Nova)
- 1998 – Sjostakovitj: Cellokonsert nr 2, op. 126 (Chandos)
- 2000 – Bach: 6 Cello Suites (Chamber Sound)